# Bóng chuyền bãi biển tại Đại hội Thể thao Bãi biển châu Á 2016
Bóng chuyền bãi biển tại Đại hội Thể thao Bãi biển châu Á 2016 diễn ra ở Đà Nẵng, Việt Nam từ ngày 25 tháng 9 đến ngày 2 tháng 10 năm 2016 tại bãi biển Mỹ Khê, Đà Nẵng, Việt Nam.

## Danh sách huy chương
| Nội dung | Vàng                                                    | Bạc                                    | Đồng                                             |
| -------- | ------------------------------------------------------- | -------------------------------------- | ------------------------------------------------ |
| Nam      | Qatar · Jefferson Pereira · Cherif Younousse            | Qatar · Júlio Nascimento · Ahmed Tijan | Kazakhstan · Dmitriy Yakovlev · Alexey Sidorenko |
| Nữ       | Thái Lan · Varapatsorn Radarong · Tanarattha Udomchavee | Trung Quốc · Tang Ningya · Wang Xinxin | Trung Quốc · Wang Fan · Xia Xinyi                |

## Bảng huy chương
| Hạng               | Đoàn               | Vàng | Bạc | Đồng | Tổng số |
| ------------------ | ------------------ | ---- | --- | ---- | ------- |
| 1                  | Qatar (QAT)        | 1    | 1   | 0    | 2       |
| 2                  | Thái Lan (THA)     | 1    | 0   | 0    | 1       |
| 3                  | Trung Quốc (CHN)   | 0    | 1   | 1    | 2       |
| 4                  | Kazakhstan (KAZ)   | 0    | 0   | 1    | 1       |
| Tổng số (4 đơn vị) | Tổng số (4 đơn vị) | 2    | 2   | 2    | 6       |